# Rib Hillis
Robert Duane Hillis, detto Rib (Suffern, 21 novembre 1970), è un attore, modello e personaggio televisivo statunitense.

## Carriera
Come attore è noto soprattutto per il ruolo del dottor Jake Marshak, personaggio interpretato sia nella soap opera General Hospital che nella soap opera Port Charles dal 1997 al 1998.

È inoltre apparso in alcuni film: According to Spencer del 2001, Empathy del 2005, Propiedad ajena del 2007, Taos del 2008 e Life's a Beach del 2010.
Come guest-star è apparso in varie serie televisive (Baywatch, Angel, CSI: Scena del crimine, Ugly Betty,  ecc.) e ha al suo attivo la partecipazione allo show televisivo della ABC Extreme Makeover: Home Edition (2007-2010).
Come modello, è salito sulle passerelle di varie città, come Barcellona, Londra, Milano, New York, Parigi e Sydney. ed è apparso sulle riviste Esquire, Uomo Vogue e GQ.

## Vita privata
Rib Hillis è sposato con Melissa Blackler, dalla quale nel giugno 2003 ha avuto due gemelli, Dane e Hannah Rose.

## Filmografia

### Cinema
- According to Spencer (2001)
- Empathy (2005)
- Propiedad ajena (2007)
- Taos (2008)
- Life's a Beach (2010)

### Televisione
- Baywatch Nights - serie TV, 1 episodio (1996)
- General Hospital - soap opera (1997-1998)
- Port Charles - soap opera (1997-1998)
- Baywatch - serie TV, 2 episodi (1999)
- Angel – serie TV, episodio 2x07 (1999)
- Bull - serie TV, 2 episodi (2000)
- Son of the Beach - serie TV, 2 episodi (2001-2002)
- CSI: Scena del crimine (CSI: Crime  Scene Investigation) -serie TV, 1 episodio (2003)
- Eve - serie TV, 1 episodio (2004)
- Passions - serie TV, 4 episodi (2006)
- Ugly Betty - serie TV, 1 episodio (2006)
- CSI: Miami - serie TV, 1 episodio (2007)
- Due uomini e mezzo (Two and a Half Man) – serie TV, 1 episodio (2008)
- Dinocroc vs. Supergator - film TV (2010)
- Piranhaconda – film TV (2011)
- Mai fidarsi di quel ragazzo (The Wrong Friend), regia di David DeCoteau – film TV (2018)
- Mai fidarsi del mio vicino (The Wrong Boy Next Door), regia di David DeCoteau – film TV (2019)
- L'incubo di Tracy (The Wrong Mr. Right), regia di David DeCoteau - film TV (2021)

## Programmi televisivi
- Get a Grip (2007)
- Extreme Makeover: Home Edition (2007-2010)

## Doppiatori italiani
- Fabio Gervasi in L'incubo di Tracy
- Alberto Caneva in Angel